# Erwin Stein (Ingenieur)

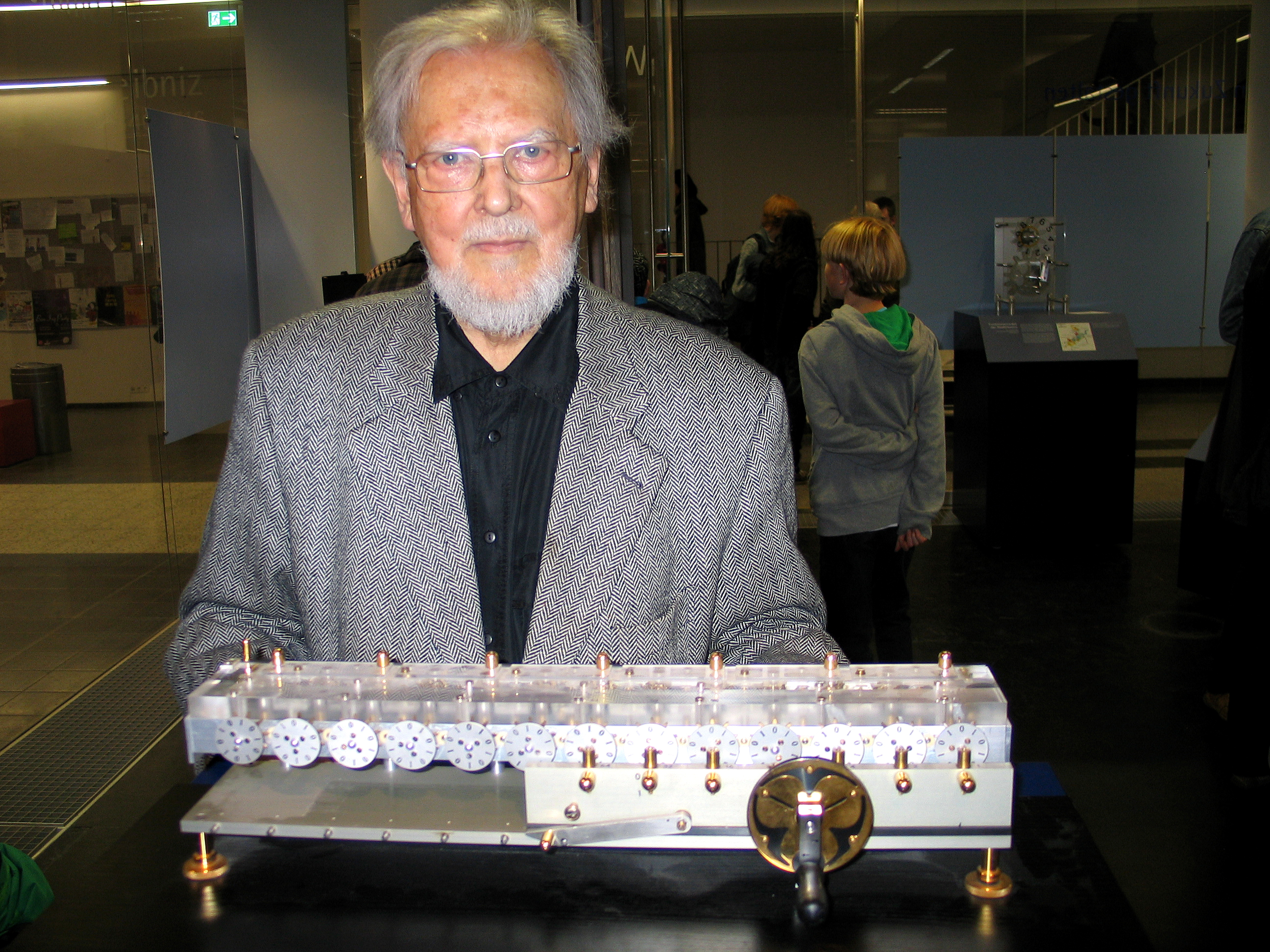
Erwin Stein erläutert die Binäre Vier-Spezies-Getriebemaschine nach Gottfried Wilhelm Leibniz

Erwin Stein (* 5. Juli 1931 in Altendiez; † 19. Dezember 2018 in Hannover) war ein deutscher Professor für Technische Mechanik an der Leibniz Universität Hannover.

## Leben
Stein ging in Limburg (Lahn) zur Schule und studierte ab 1951 Bauingenieurwesen (und Mathematik) an der TH Darmstadt. Nach dem Diplom 1958 arbeitete er als Statiker in einem Ingenieurbüro (H. Homberg) in Hagen, wo er unter anderem eine Spannbeton-Autobahnbrücke berechnete. Ab 1959 war er Assistent an der Universität Stuttgart, wo er 1964 promoviert wurde (Die Trefftz-Methode für Balken, Platten und Schalen) und sich 1969 habilitierte (Kopplung von Finiten Elementen und erweiterter Trefftz-Methode für Platten und Schalen mit Randstörungen). 1969 bis 1971 war er Sprecher des Sonderforschungsbereichs der DFG Leichte Flächentragwerke. Seit 1971 war er ordentlicher Professor für Baumechanik und nach Umbenennung des Lehrstuhls 1978 für Baumechanik und Numerische Mechanik an der Universität Hannover und Direktor des gleichnamigen Instituts. 1998 wurde er emeritiert. 1972 bis 1999 war er außerdem Prüfingenieur für Baustatik in Niedersachsen. 1978 bis 1981 war er Dekan der Fakultät für Bauingenieurwesen und Vermessungswesen. 1986 war er Gastwissenschaftler an der University of Maryland (College Park) und der University of California, Berkeley. 1992 bis 1999 war er Sprecher des DFG Forschungsprojekts Adaptive Finite-Element-Methoden in der Angewandten Mechanik, das er initiierte.
Stein galt als internationale Autorität in numerischer Mechanik. Er veröffentlichte über 375 wissenschaftliche Arbeiten und hatte 72 Doktoranden. 24 seiner Schüler wurden Professoren.

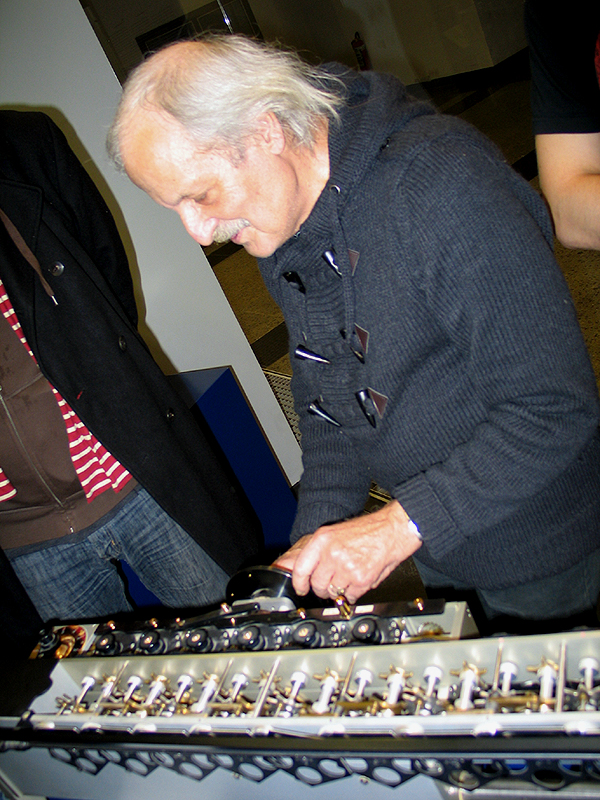
Franz Otto Kopp demonstriert das Hannoversche Modell 2005 der Leibnizschen Vier-Spezies-Rechenmaschine

Bekannt wurde Stein auch durch seine Arbeiten über die technischen Erfindungen von Gottfried Wilhelm Leibniz, insbesondere von dessen Vier-Spezies-Rechenmaschine, die er in verschiedenen Versionen und Erweiterungen gemeinsam mit Franz Otto Kopp und Karl Popp entwarf. Stein war Mitglied der Leibniz-Gesellschaft und organisierte mehrere Ausstellungen über Leibniz.
Seit 1989 war er Mitglied der Braunschweigischen Wissenschaftlichen Gesellschaft, seit 1995 korrespondierendes Mitglied der Österreichischen Akademie der Wissenschaften und seit 1999 der Slowakischen Akademie für Ingenieurwissenschaften. 1989 bis 1995 war er Mitglied des Vorstands der Gesellschaft für Angewandte Mathematik und Mechanik (GAMM) und Mitherausgeber von deren Mitteilungen. 2008 regte Stein die Begründung der Sektion Geschichte der Mechanik in der GAMM an, deren Beiträge der Konferenzen in Karlsruhe (2010), Graz (2011)  und Darmstadt (2012) im ersten Band der beim Springer-Verlag edierten Reihe Lecture Notes in Applied Mathematics and Mechanics (LAMM) veröffentlicht wurden. Darüber hinaus war er Mitherausgeber mehrerer Zeitschriften für Numerische Mechanik. 1997 bis 2004 war er Vorsitzender des European Committee for Computational Mechanics. 1993 erhielt er den Max-Planck-Forschungspreis. Er war mehrfacher Ehrendoktor (Stuttgart, Sankt Petersburg, Staatliche Chinesischen Universität für Bergbau und Technologie in Xuzhou und Peking, Posen). 1998 erhielt er die Gauß-Newton Medaille der International Association for Computational Mechanics (IACM), die er 1985 mit gründete, in deren Vorstand er seit 1994 ist und seit 2002 Ehrenmitglied war. 2005 erhielt er den von Kaven-Förderpreis der Deutschen Forschungsgemeinschaft und 2009 die Zienkiewicz Medaille der Polish Association for Computational Mechanics. 2011 erhielt er das Verdienstkreuz 1. Klasse des Niedersächsischen Verdienstordens und 2012 die Ritz-Galerkin-Medaille der ECCOMAS (European Community for Computational Methods in Applied Science).
1985 bis 2004 war er Mitherausgeber der Zeitschrift Bauingenieur zuständig für numerische Mechanik und Informatik. 1987 bis 1997 war er im Vorstand der Dekomech (Deutsches Komitee für Mechanik) und 1990 bis 1996 deren Sekretär.
1953 heiratete er Gisela Nink, mit der er zwei Töchter und einen Sohn hat.

## Schriften (Auswahl)
- Erwin Stein, Franz-Otto Kopp: Konstruktion und Theorie der leibnizschen Rechenmaschinen im Kontext der Vorläufer, Weiterentwicklungen und Nachbauten. Mit einem Überblick zur Geschichte der Zahlensysteme und Rechenhilfsmittel, Studia Leibnitiana, Franz Steiner Verlag, Band 42,  Heft 1, 2010, S. 1–128
- Herausgeber mit René de Borst, Thomas J. R. Hughes: Encyclopedia of Computational Mechanics, 3 Bände, Wiley 2004
- Herausgeber: Adaptive finite elements in linear and nonlinear solid and structural mechanics, Springer-Verlag 2005
- Herausgeber mit Ekkehard Ramm: Error-controlled adaptive finite elements methods in solid mechanics, John Wiley & Sons 2003
- mit Peter Wriggers, Udo Meißner (Herausgeber): FEM in der Baupraxis, Ernst und Sohn 1998 (Tagung FEM 98 an der TU Darmstadt)
- mit Walter Wunderlich (Herausgeber): Finite Elemente – Anwendungen in der Baupraxis, Ernst & Sohn 1988 (Tagung Ruhr-Universität Bochum 1988)
- Herausgeber: Finite element and boundary element techniques from mathematical and engineering point of view, Springer-Verlag 1988
- mit Karl Popp: Gottfried Wilhelm Leibniz: das Wirken des großen Universalgelehrten als Philosoph, Mathematiker, Physiker, Techniker: Bilder und Texte zur Leibniz Ausstellung 2000, Wiley-VCH 2000
- Ariane Walsdorf, Klaus Badur, Erwin Stein, Franz Otto Kopp: Das letzte Original. Die Leibniz-Rechenmaschine der Gottfried Wilhelm Leibniz Bibliothek (= Schatzkammer, Bd. 1), hrsg. von der Gottfried Wilhelm Leibniz Bibliothek, Hannover: Gottfried Wilhelm Leibniz Bibliothek, 2014, ISBN 978-3-943922-08-0